# 室戶岬
室戶岬（日语：／ Murotozaki/Murotomisali）位于高知縣室戶市，為突出室戶半島延伸進太平洋的海岬，室戶阿南海岸国定公園的一部分，聯合國教科文組織世界地質公園。當地地質地形以及植披亞熱帶性樹林與海岸植物群落為日本國指定名勝及文化財。

## 概要
室戶岬上的室戶岬灯塔建于1899年（明治32年），位於海拔154.7公尺處，實效光度與光達距離均為日本第一的燈塔。1934年（昭和9年）室戶颱風和1961年（昭和36年）第2室戶颱風（國際名颱風南施）都在此地登陸，並以此地名為颱風命名。第2室戶颱風登陸時造成氣象站（測候所）的风速计毀損，留下最大瞬間風速「84.5m/s以上」的紀錄。

## 地質
由於菲律賓海板塊在距離海角約140公里（87英里）的南海海槽處潛沒帶（subduction zone）到歐亞大陸板塊之下，活躍的板塊運動造成海岬周圍的土地正在以1公尺（3英尺3英寸）的速度隆起，至每千年上升2公尺（6英尺7英寸）。

## 觀光
日本新八景之一。室戶岬突出於太平洋，能在此地看到日出與日落，同時是四國八十八箇所朝聖巡旅中的一站，可從此地徒步前往第24站「最御崎寺」。

## 圖輯

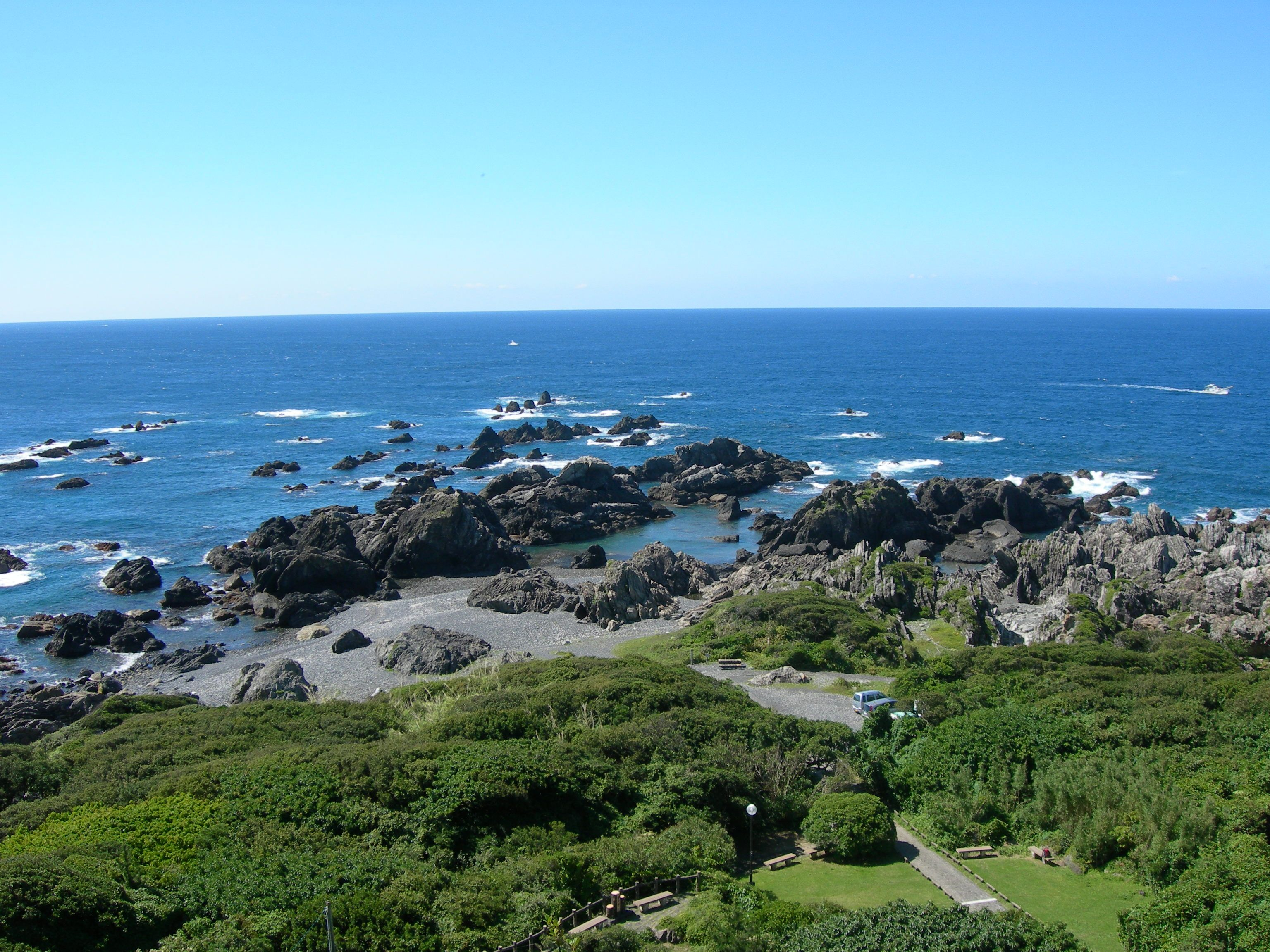
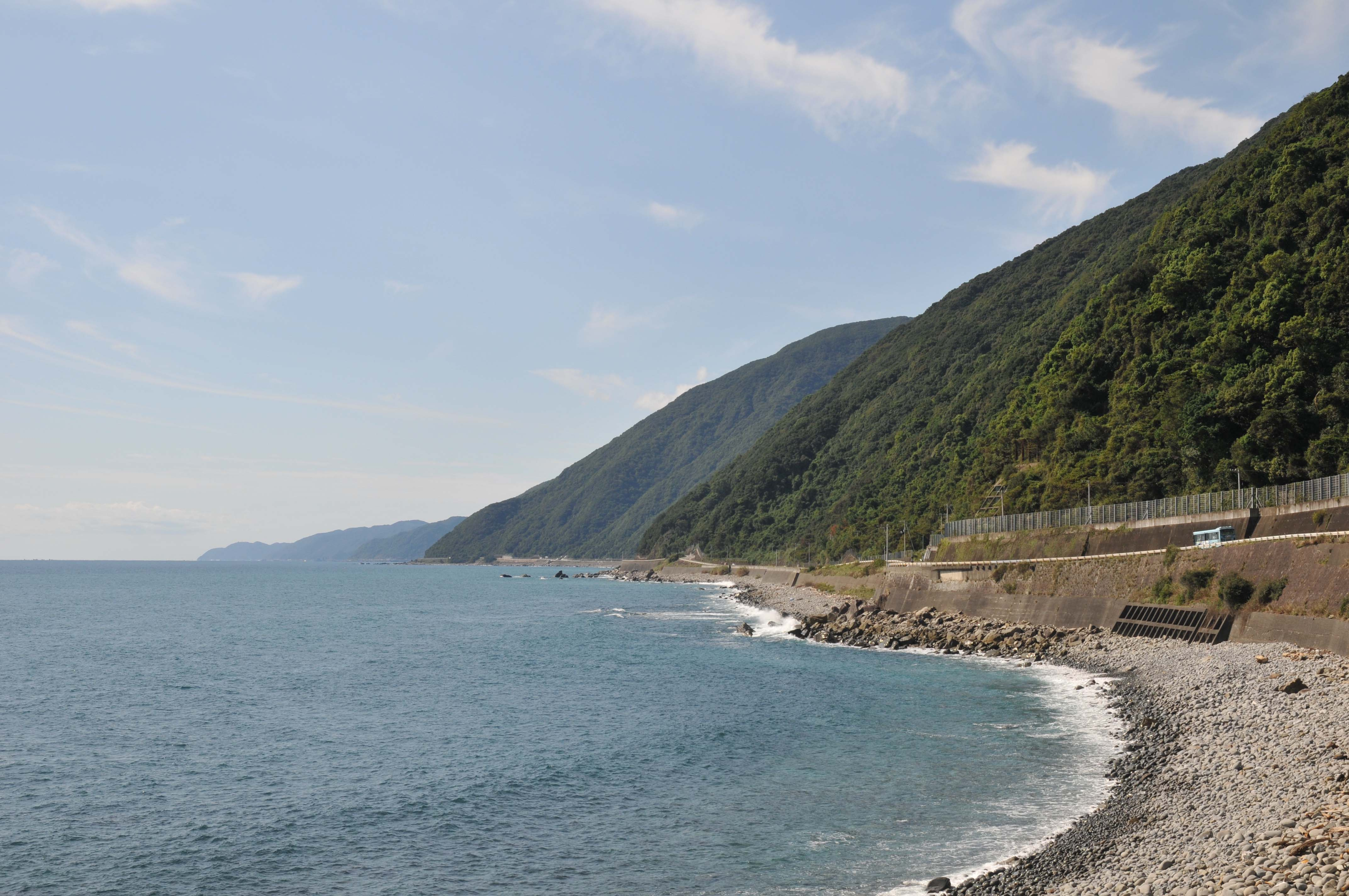
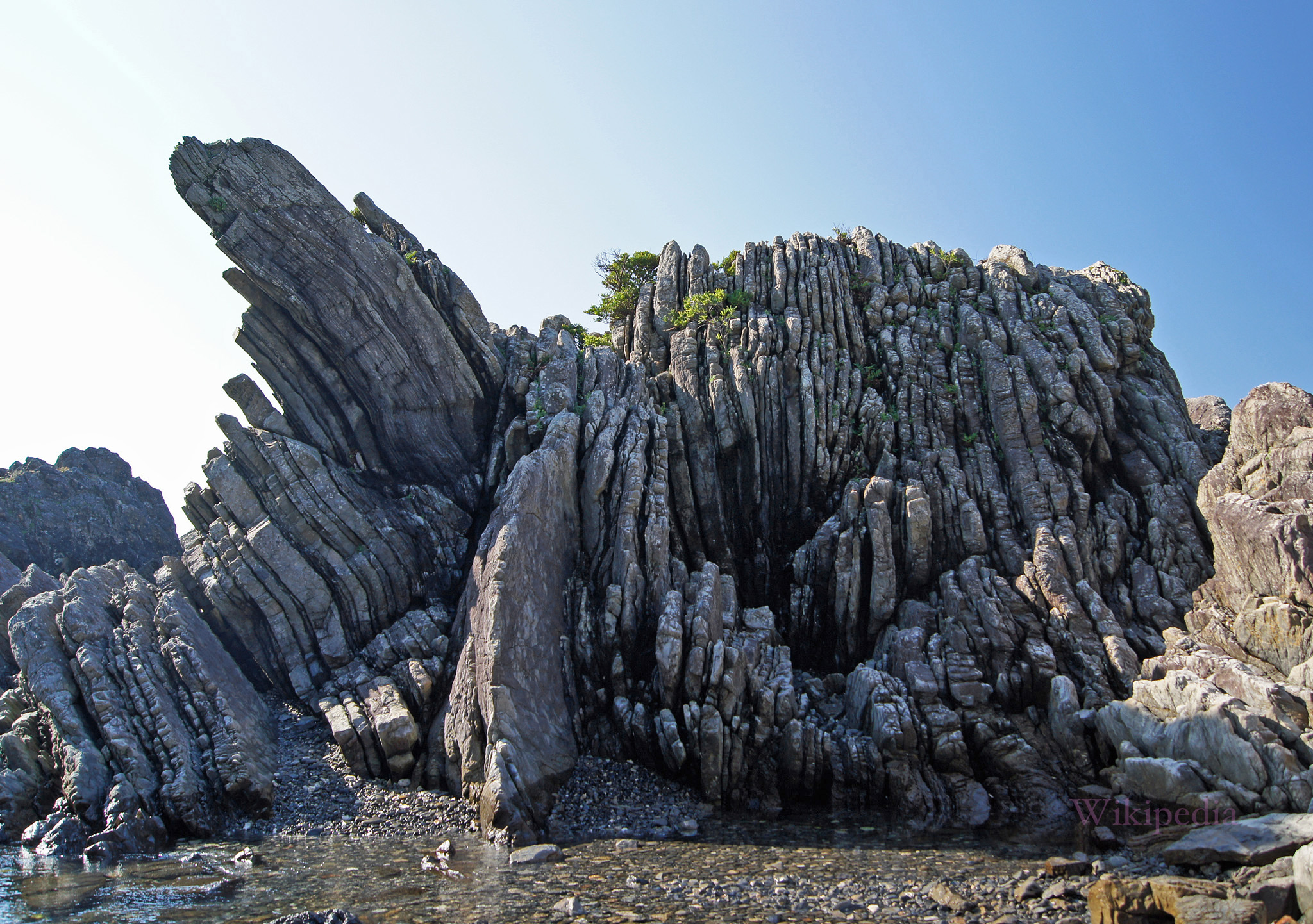
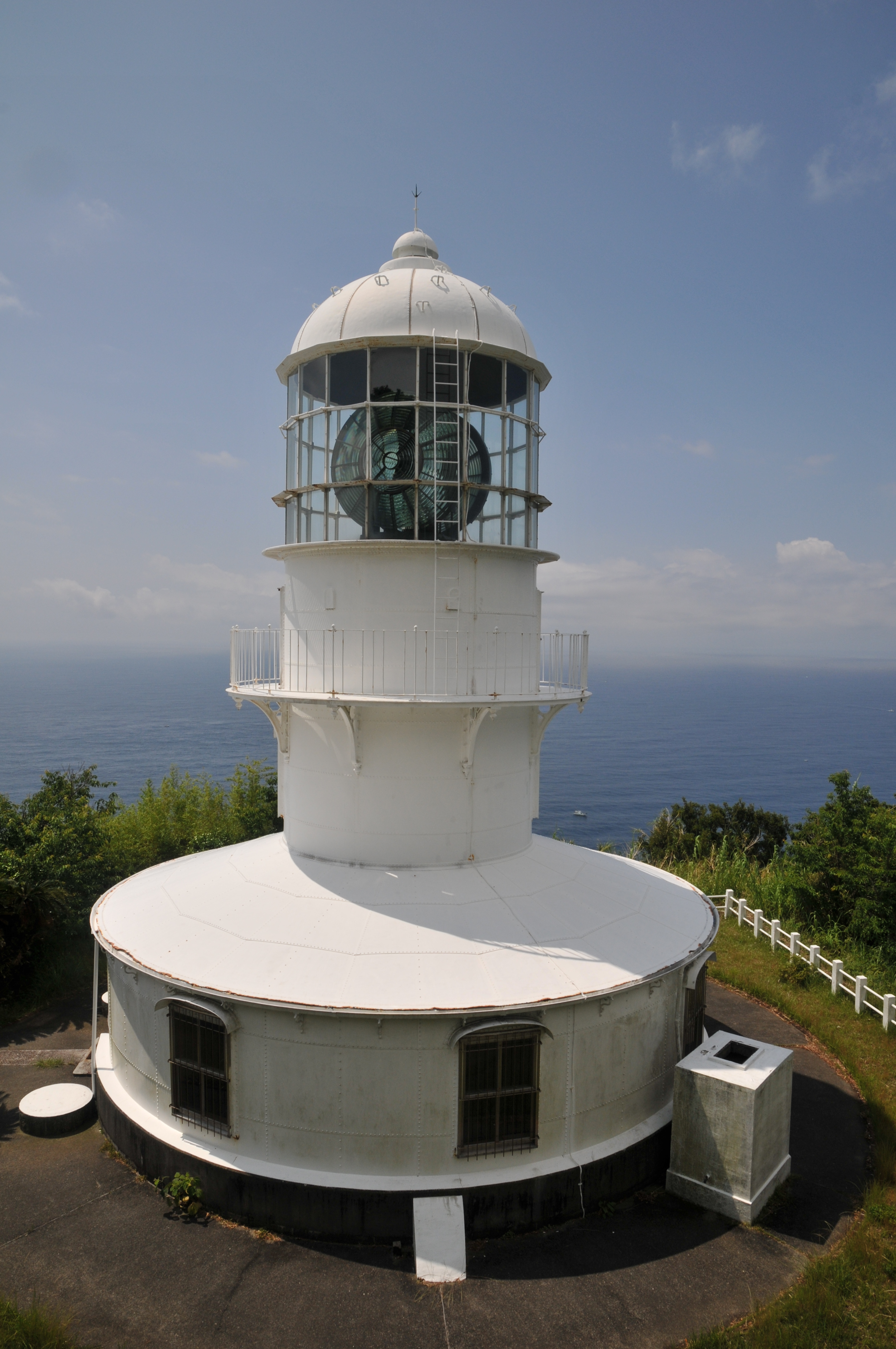
室戶岬灯塔
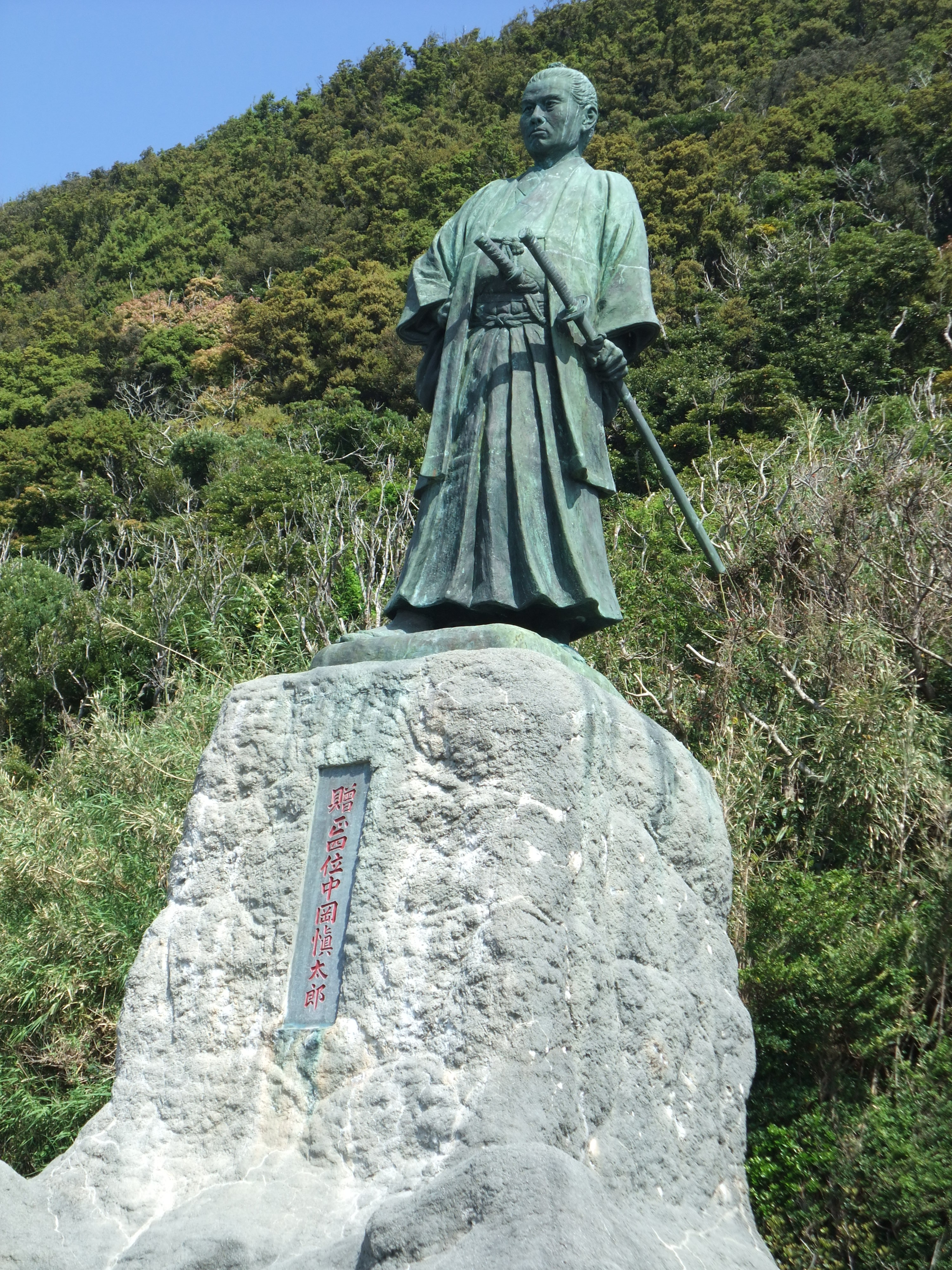
中岡慎太郎雕像

## 外部參考
- . 四國觀光推進機構.   [2024-04-22]. （原始内容存档于2024-04-22）.
- . 四國觀光推進機構.   [2024-04-22]. （原始内容存档于2024-04-22）.

33°14′34″N 134°10′35″E / 33.24278°N 134.17639°E